# 圣斯德望广场 (威尼斯)

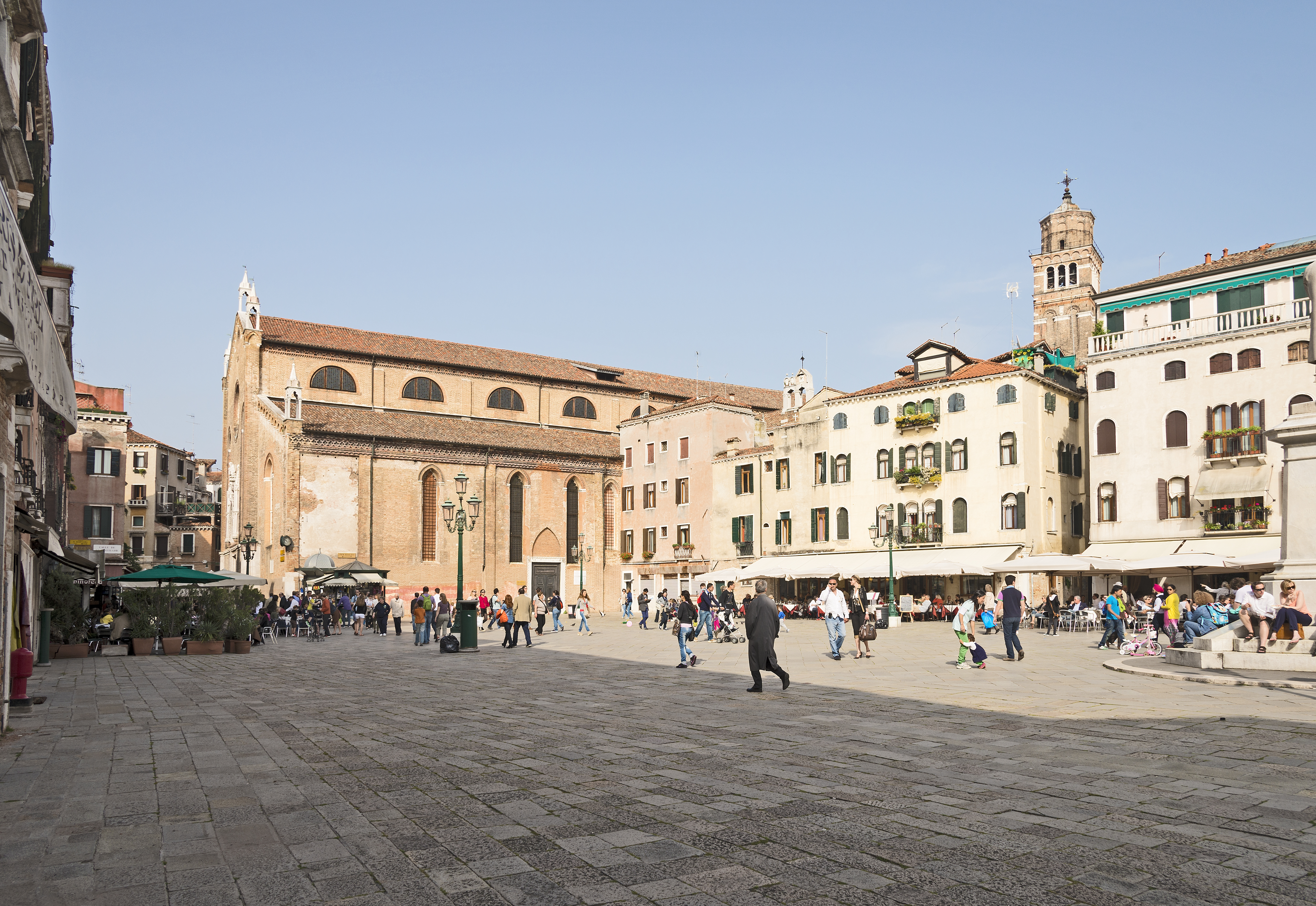
圣斯德望广场 (威尼斯)

圣斯德望广场（Campo Santo Stefano）是意大利威尼斯一个较大的广场。
它位于圣马可区，靠近学院桥，周围有圣斯德望堂、圣维大理堂、莫罗西尼宫（Palazzo Morosini）、罗雷丹宫（Palazzo Loredan）和皮萨尼宫（Palazzo Pisani）。
在广场的中心矗立着作家托马泽奥的雕像。

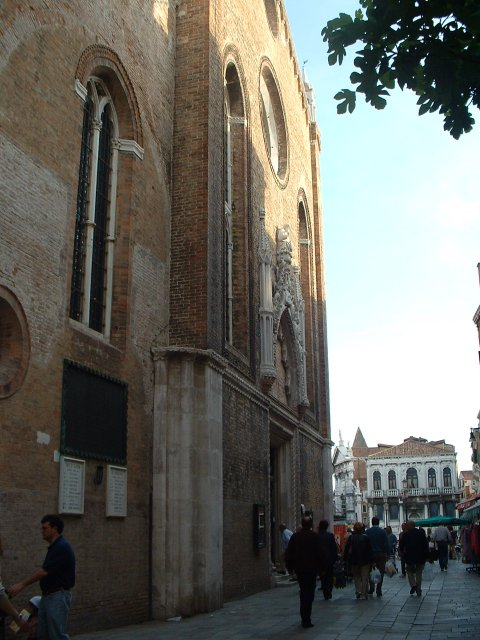
圣斯德望堂
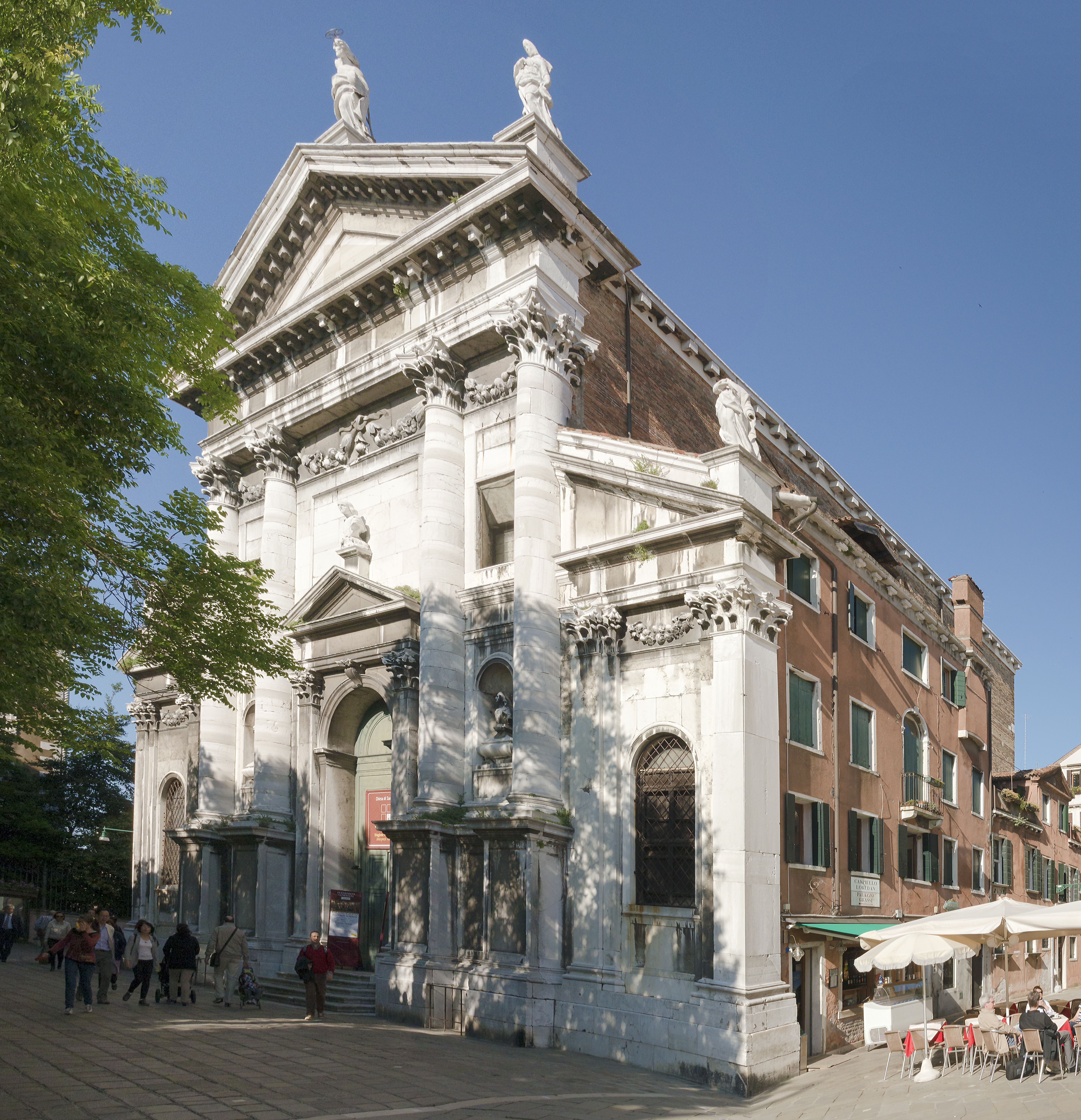
圣维大理堂